# ولی‌الله رعیت
ولی‌‌الله رعیت ( ۱۳۴۰ در قائمشهر ) نماینده دوره‌های ششم و هفتم مجلس شورای اسلامی از حوزه انتخابی شهرستان‌های قائمشهر، جویبار و سوادکوه می‌باشد . این نماینده مجلس اصلاح طلب بوده‌است.
رعیت همچنین عضو کمیسیون صنایع و معادن مجلس ششم و عضو کمیسیون اجتماعی مجلس هفتم بوده‌است.

## مسئولیت‌ها
- نماینده دوره هفتم مجلس شورای اسلامی
- نماینده دوره ششم مجلس شورای اسلامی